# Arena de Adler
La Arena de Adler (en ruso, Адлер-Арена, Adler-Arena, anteriormente Centro de Patinaje Oval Olímpico, Конькобежный центр Олимпийский овал, Konkobezhny tsentre Olimpiski oval) es un pabellón deportivo en Sochi (Rusia), sede de las competiciones de patinaje de velocidad en los Juegos Olímpicos de 2014.
Está ubicado en el Parque Olímpico del distrito de Adler, en la parte sudeste de Sochi, a pocos metros del Estadio Olímpico.
El pabellón, que cuenta con una capacidad de 8.000 espectadores, tiene forma futurística, basada en una planta de rectángulo redondeado. Su fachada es irregular, la parte alta sobresale sobre la parte baja; la primera está recubierta de placas de vidrio transparente y la parte baja es de hormigón. El anillo de hielo tiene un recorrido de 400 m.